# Minószi vallás
A minószi vallás a Földközi-tenger térsége ókori vallásainak egyik csoportját jelentette, amely a politeizmus egyik fajtáját képviselte. Az egykori vallás értelmezése többnyire a régészeti feltárásokon alapul.

## Történet
Krétán az újkőkorszaki kultúra akkor ért véget, amikora Kr. e. 3. évezred közepén a szigetet a délről és keletről jött bevándorlók gyarmatosították. Arthur Evans, a régészet egy kiemelkedő alakja a kultúrájukat a mondabeli Minósz királyról minószi civilizációnak nevezte el és három korszakra osztotta: 
- kora minószi (Kr. e. 3. évezred végéig)
- közép-minószi (Kr. e. 2000-1580)
- késő-minószi (Kr. e. 1580-1150)

A közép-minószi korban a krétaiak hiroglif írást (képírást) használtak, amelyet Kr. e. 1700 körül egy lineáris írás (a lineáris A) követett. Máig egyiket sem fejtették meg. Ez alatt az idő alatt (Kr. e. 2000-1900) hatoltak be a szigetre az első görögök, a minüaiak Görögország szárazföldi részére. A minószi kultúra csúcspontja a késő minószi kor első szakasza (Kr. e. 1500 körül) volt. Az indoeurópai hódítók ekkor építették meg a Peloponnészoszon Mükénét, és kerültek kapcsolatba Krétával. Nem sokkal később (Kr. e. 1450-1400) a mükénéiek (vagy akhájok) megteleptek Knósszoszban és bevezették az ún. lineáris B írást. A késő-minószi kor utolsó, mükénéi kornak nevezett szakasza (Kr. e. 1400-1150) a dórok inváziójával (Kr. e. 1150 körül) és a krétai kultúra végleges elpusztításával zárult. 

## A vallás

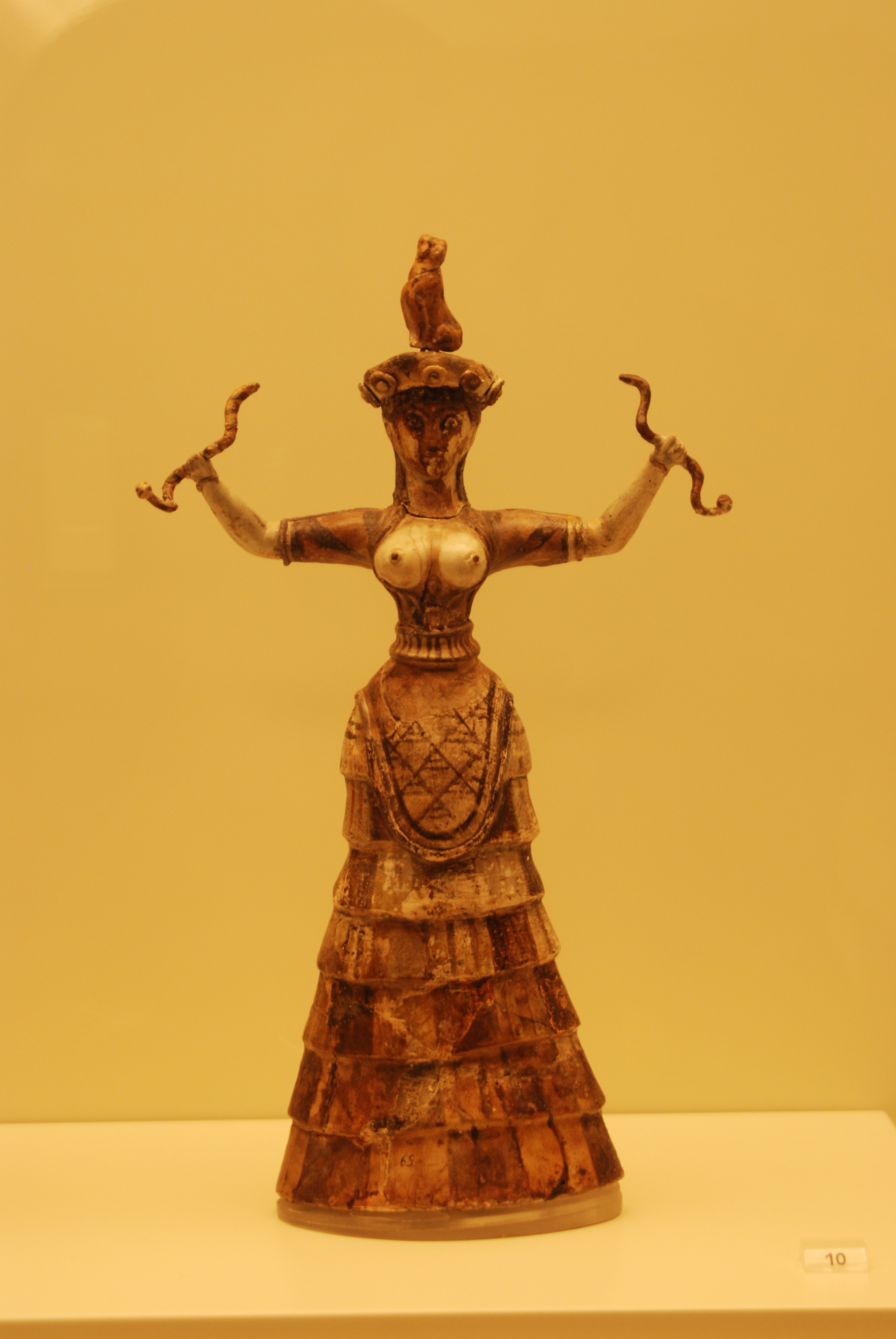
Kígyóistennő Kr. e. 1600-ból (Heraklioni Archeológiai Múzeum)

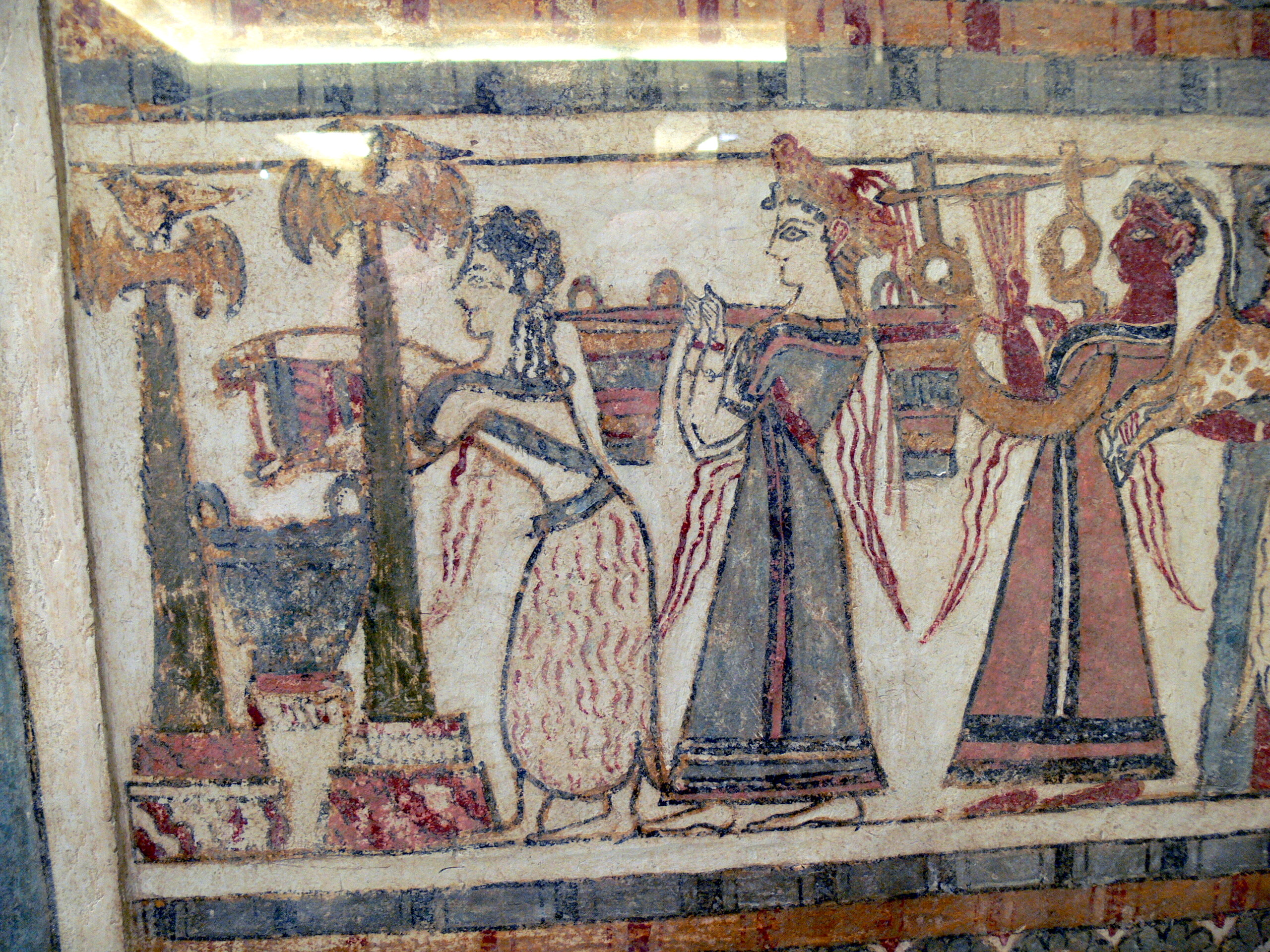
Egy papnő áldozatot mutat be, amelyet egy másik nő és egy zenész követ (Kr. e. 1600-1450)

Mielőtt meg nem fejtették a lineáris B írást, a minószi kultúráról és vallásról egyedül a régészeti ásatások szolgáltak adatokkal. Ma is ezek a legfontosabbak. A vallási indíttatású cselekvések első bizonyítékait a barlangokban fedezték fel. Krétán, mint a Földközi-tenger mellékén mindenütt, a barlangok sokáig hajlékul szolgáltak, és később (az újkőkortól kezdve) temetőként is. Ezen kívül számos barlangot különféle őshonos istenségeknek tiszteltek. Egyes rítusok, mítoszok és legendák, amelyek e köztiszteletnek örvendő üregekhez fűződtek, később a görögök hagyományaiba is beilleszkedtek. Így az egyik leghíresebbet, a Knósszosz melletti amniszoszi barlangot Eileithüiának a szülés pre-hellén istennőjének szentelték. Egy másik, a Dikté-hegyi barlang arról volt híres, hogy a gyermek Zeuszt védelmezte: itt jött világra az Olümposz jövendő Ura. 
A barlangoknak az őskortól kezdve volt vallási szerepük. A labirintus átvette és elmélyítette ezt a szerepet: barlangba vagy labirintusba lépni egyet jelentett a pokoljárással, másként szólva az avatási típusú rituális halállal. 
A női alakok ábrázolása az újkőkortól kezdve gyakoribb: jellegzetességük a harang alakú szoknya, amely szabadon hagyja a mellet, a karok pedig az imádás mozdulatával emelkednek a magasba. Akár áldozati tárgyak, akár idolok voltak, a nő vallási fontosságát jelzik, főként pedig az Istennő elsőségét. 
A szertartásokat a hegycsúcsokon éppúgy bemutathatták, mint a paloták termeiben vagy a magánházak belsejében. Az istennők pedig a vallási tevékenység központjában álltak. A közép-minószi kor elejéről (Kr. e. 2100-1900) van először bizonyítékunk a magaslatokon lévő szentélyekre, ezek eleinte szerény szárnyékok, később kis épületek. 
Férfi nemű istenség létezésére egyelőre semmilyen bizonyítékuk sincsen. A növényzet néhány istene azonban bizonnyal ismert volt, hiszen a görög mítoszok utalnak olyan hierogámiákra, amelyek Krétán történtek, és amelyek az agrárvallásokra jellemzőek. 
Biztosnak látszik, hogy az ábrázolások többségének volt vallási jelentése, és hogy a kultusz az élet, a halál és az újjászületés misztériumai köré összpontosult; következésképp avatási rítusokat, halottsiratásokat, orgiasztikus és extatikus szertartásokat foglalt magába. 

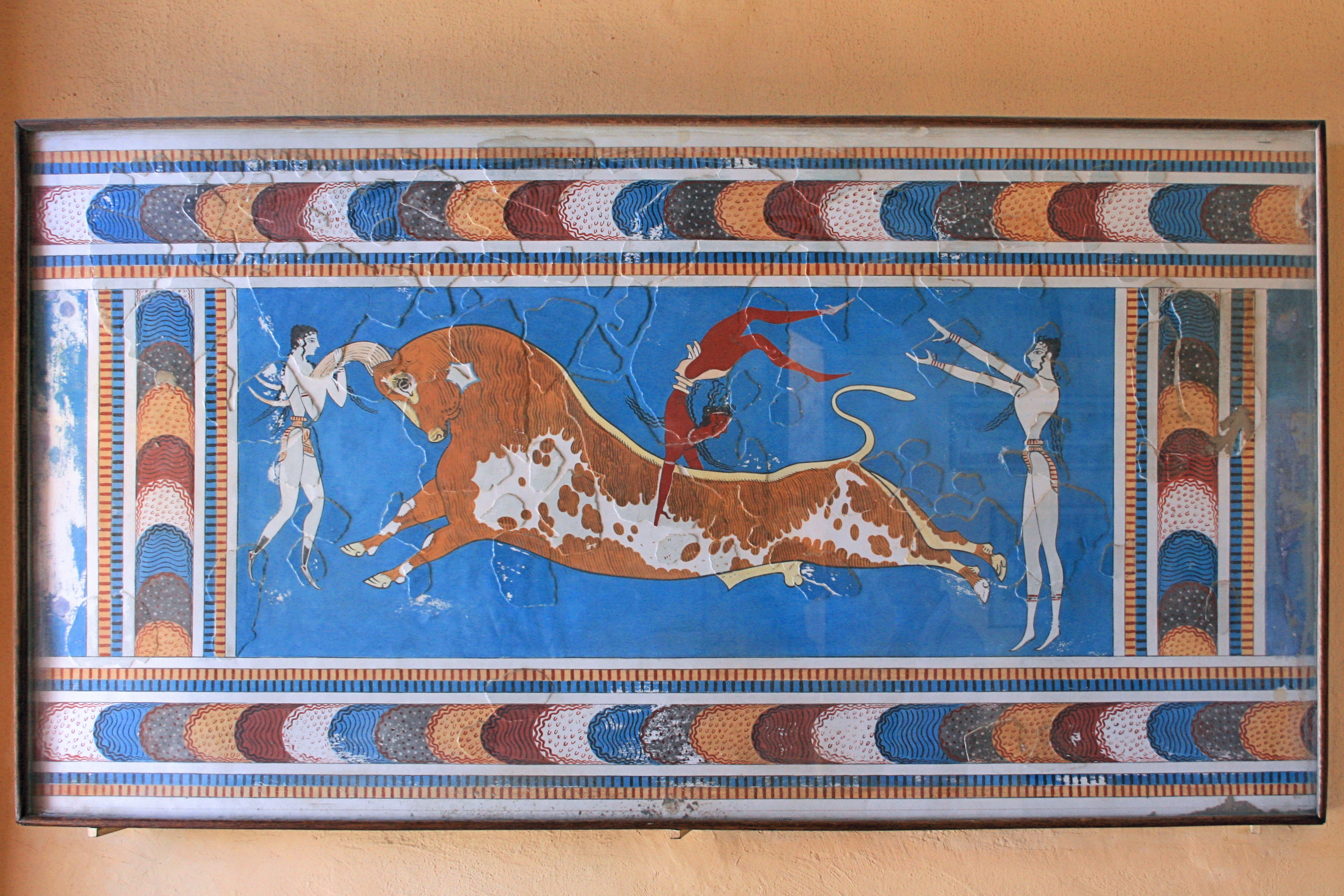
Bikaugrató jelenet (Knósszosz)

A vallás a fejedelmi hajlékokban is fontos helyet foglalt el. A palota a maga egészében szent volt, mert az óvó istennőnek és annak a pap-királynak az otthona volt, aki közbenjárt az istennő és az emberek között. A lépcsőzetes szintekkel körülvett tánchelyek, a belső udvarok, ahol az oltárok álltak, és maguk a raktárak is vallási építmények voltak. 
A gyilkolás nélkül végződő szent bikaviadalokat a palota lépcsőzetes szintjein, az ún. "színpadi" tereken mutatták be. A knósszoszi palota festményei mindkét nembeli akrobatákat mutatnak, amint a bika hátán ugrálnak. Az akrobatika vallási jelentése kétségbevonhatatlan tény: a vágtató bikát átugrani kifejezett avatási próbatételt jelentett.
Több kultikus tárgy vallási jelentését és szimbolizmusát mindmáig vitatják. A kettős bárdot vagy kétélű bárdot az áldozatok során biztosan használták. Krétán is kívül elég nagy területen találkozunk vele. 
Jelentős szerepe volt a halottak kultuszának. A testet felülről bocsátották alá a csontkamrák mély termeibe. Mint Kis-Ázsiában és a Földközi-tenger vidékén máshol is, a holtaknak föld alatti italáldozat járt. Az élők lemehettek bizonyos kamrákba, amelyekben a kultusz céljára padok álltak. 
A lineáris B írás megfejtése bebizonyította, hogy Kr. e. 1400 körül Knósszoszban görögül beszéltek és írtak. Ebből következik, hogy a mükénéi hódítók nemcsak a minószi civilizáció lerombolásában játszottak meghatározó szerepet, hanem már az utolsó korszakában is; más oldalról nézve, a krétai civilizáció utolsó szakaszában a szárazföldre is kiterjedt. 
Csakúgy, mint az árják előtti Indiában, főként az Istennők kultusza, valamint a termékenységgel, a halállal és a lélek továbbélésével kapcsolatos rítusok és hiedelmek maradtak fenn. Bizonyos esetekben az őstörténettől napjainkig tartó folyamatosság is igazolható. 